# Megalithic House
La Megalithic House est un site archéologique du comté de Montezuma, dans le Colorado, aux États-Unis. Partie du Far View Sites Complex, elle est protégée au sein du parc national de Mesa Verde.